# يوليوس الإسكندر
يوليوس ألكسندر، والمعروف أيضًا باسم يوليوس ألكسندر الحمصي كان أميرًا من العائلة العربية المالكة في حمص (آل شمس غرام) عاش في القرن الثاني.
على الرغم من أن الإسكندر كان رجلاً نبيلًا من مدينة حمص، بسوريا، إلا أنه لا يُعرف سوى القليل عن أصوله. ربما لا يكون من أصل عربي بل ابن سوهايموس الأرمني [الإنجليزية] المعروف أيضًا باسم جايوس يوليوس سوهايموس، الذي خدم كملك عميل روماني لأرمينيا من عام 144 حتى عام 161، ثم مرة أخرى في عام 163 ربما حتى عام 186. ربما كان قريبًا محتملًا للإمبراطورة الرومانية جوليا دومنا، مما قد يفسره باعتباره سلفًا محتملًا للإمبراطور الروماني ألكسندر سيفيروس في القرن الثالث. يتقاسم الإسكندر وسيفيروس نفس اللقب، الإسكندر. اسم الإسكندر هو اسم سلالة في سلالة إميسان.
أصبح الإسكندر بستياريوس، المعروف أيضًا باسم مقاتل الحيوانات. أصبح الإسكندر ماهرًا في صيد الأسود. كان معروفًا عنه أنه أسقط أسدًا برمحه أثناء ركوبه على ظهر حصانه. أثارت براعته غيرة الإمبراطور الروماني كومودوس.
أمر كومودوس بمطاردة الإسكندر وقتله في حمص حوالي عام 190. كان بإمكان الإسكندر الهروب من جنود كومودوس، لكنه خسر الوقت لأنه لم يرغب في ترك حبيبه خلفه، والذي كان هو نفسه فارسًا ممتازًا. حاول الإسكندر الهروب من القتلة مع رفيقه، لكن قُبض عليهما وقُتلا.
دُفن الإسكندر في مقبرة سلالة إميسا في إميسا (حمص). ذُكر يوليوس الإسكندر في تاريخ كاسيوس ديو وفي تاريخ أوغستا، وفي تاريخ حياة كومودوس.

## طالع أيضًا
- بستاريوس [الإنجليزية]